# عمر علیپوراقدم
عمر علیپوراقدم  (زاده ۱۳۴۰، ماکو) نمایندهٔ  دورهٔ دوازدهم مجلس شورای اسلامی از حوزه انتخابیه ماکو و شوط و پلدشت و چالدران در استان آذربایجان غربی است که با کسب حدود ۴۵٫۰۰۰ رایبه مجلس شورای اسلامی راه پیدا کرد.